# بيني وورث (مسلسل)
بيني وورث (بالإنجليزية: Pennyworth)‏ هو مسلسل أمريكي تم عرضه على قناة إيبيكس في 28 يوليو 2019.المسلسل مبني على شخصية ألفريد بيني وورث من دي سي كومكس.تم تجديد المسلسل لجزء ثاني وتم عرضه في 13 ديسمبر 2020.